# Ivan Pranishnikoff
Ivan Petrovitch Pranishnikoff, né le 3 mai 1841 dans la région de Koursk et mort le 16 avril 1909 aux Saintes-Maries-de-la-Mer, est un peintre et illustrateur russe ainsi qu'un prospecteur archéologique, grand voyageur en Europe et en Amérique du Nord ; à la fin de sa vie il s'installe en Camargue, aux Saintes-Maries-de-la-Mer, où il meurt.

## Biographie

### Enfance et formation
Il naît le 3 mai 1841, dans la région de Koursk, en Russie occidentale, de parents aristocrates. Sa famille s'était enrichie lors du blocus continental de Napoléon par le commerce du sucre de betterave dont d'énormes quantités provenaient des usines et du domaine agricole familial. À l'époque du jeune Yvan elle suivait les affectations du père, officier du tsar en Pologne occupée par les Russes. Pensionnaire dans un lycée militaire de Varsovie, Ivan étudie ensuite vers 1858 la peinture à l'académie Saint-Luc à Rome où il reçoit sa formation artistique. Il travaille avec le peintre russe Nikolaï Gay. 
En 1860, il se serait engagé aux côtés de Garibaldi et aurait couvert pour le périodique L'Illustration la guerre d'indépendance du Monténégro. Entre 1861 et 1866 il reprend un cycle d'études picturales en Italie, à Florence, avant de se rendre à Paris étudier chez Charles-Gabriel Gleyre.

### Vie active
En 1867, il retourne en Russie, à Moscou et à Kazan, où il exerce divers métiers dont celui de professeur de dessin dans un collège de jeunes filles à Ekaterinbourg, d’ouvrier dans une entreprise de télégraphie ou de sculpteur sur bois. Il part ensuite en Amérique du Nord, d’abord au Canada en 1871, où il se marie en 1874, puis à New York vers 1875-1876.

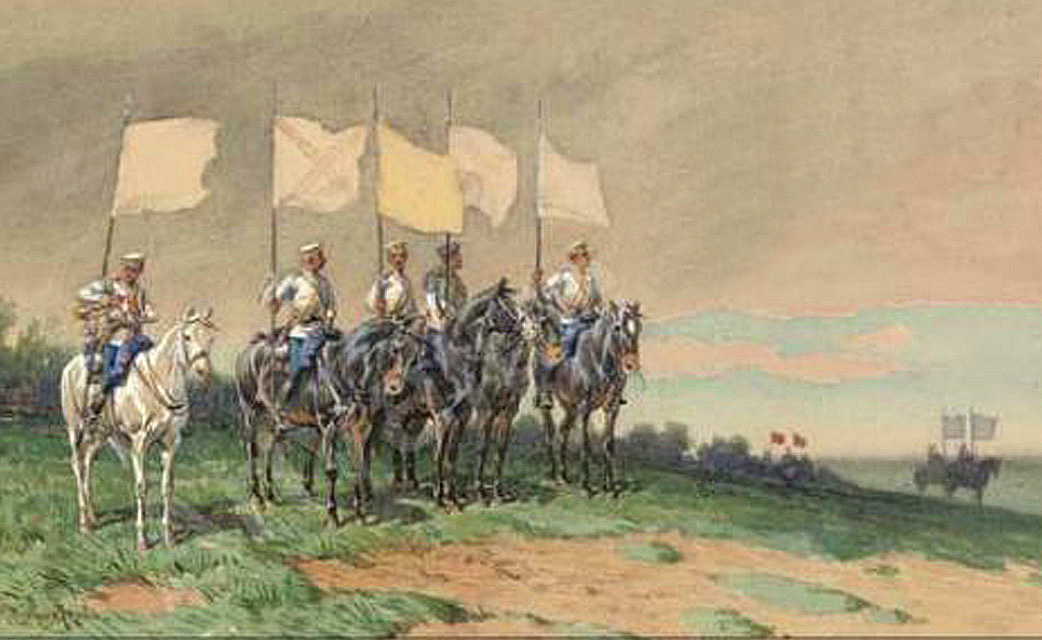
Cuirassiers de la garde impériale russe.
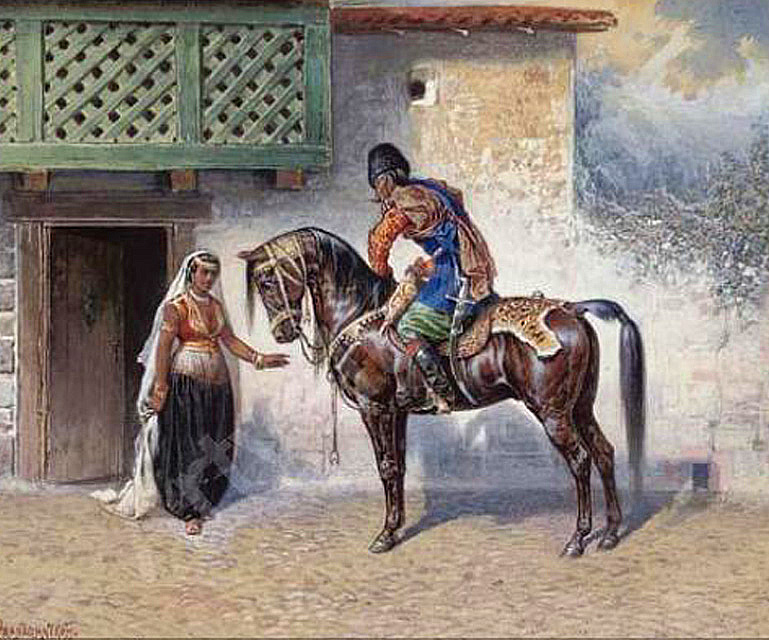
Cavalier caucasien.
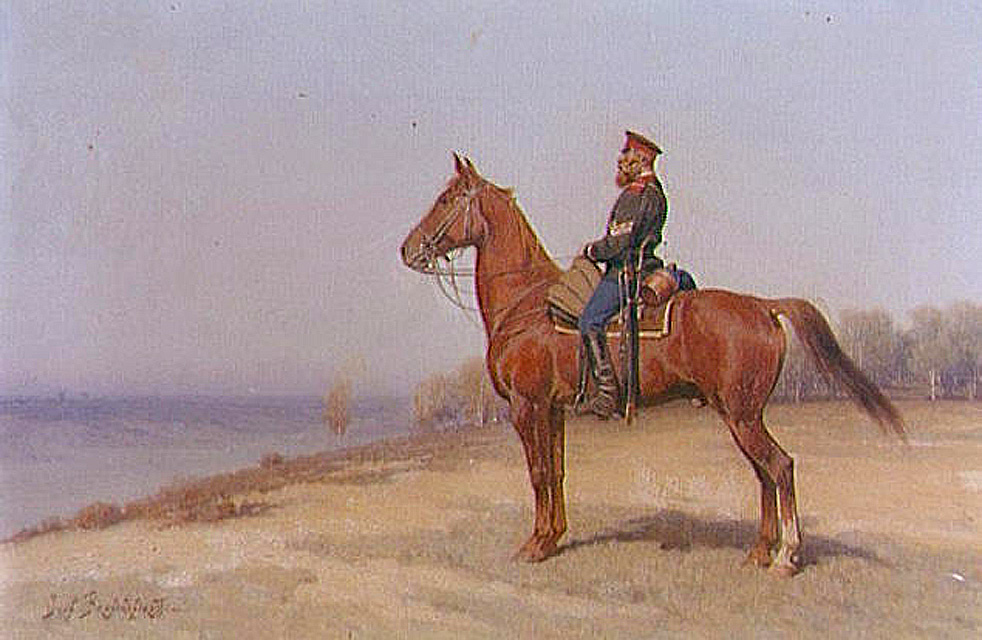
Cavalier russe placé en sentinelle.

En 1879 ou 1880, il revient en Europe et s’installe à Paris. Il fréquente la Société d'aide mutuelle et de bienfaisance des peintres russes de Paris et rencontre à cette époque, Ivan Tourguenièv dont il traduira quelques années plus tard des œuvres en provençal. Il découvre la Provence en 1880, grâce à Daudet à Paris. Cette même année il illustre magnifiquement pour la revue Le Tour du Monde le séjour de Gustav Nachtigal au Tibesti. Certaines de ces illustrations seront reprises l'année suivante dans la traduction en français du premier (et seul) volume de l'ouvrage de Nachtigal, 'Sahara et Soudan'. Dès 1882, il fait des séjours dans le sud de la France aux Saintes-Maries-de-la-Mer. Dans les années 1887-1894, il est peintre officiel du ministère de la Guerre d'Alexandre III, empereur de Russie, et se rend tous les étés en Russie.

### Retraite en Camargue
Vers 1899-1900, il s'installe définitivement aux Saintes-Maries-de-la-Mer où il fréquente les félibres provençaux dont Frédéric Mistral, participe aux activités des gardians camarguais avec le marquis Folco de Baroncelli-Javon et s'intéresse tout particulièrement à la préhistoire locale; il établit un recensement très exhaustif des monuments mégalithiques et sites archéologiques du Languedoc et de la Provence (son album de photographies se trouve au musée Arlaten d'Arles). Il intègre ainsi en 1904, dès leurs créations, la Société préhistorique de France et la Société archéologique de Provence. Entre autres publications, on lui doit, en 1907, une étude sur les gravures du menhir de Congénies (Gard).

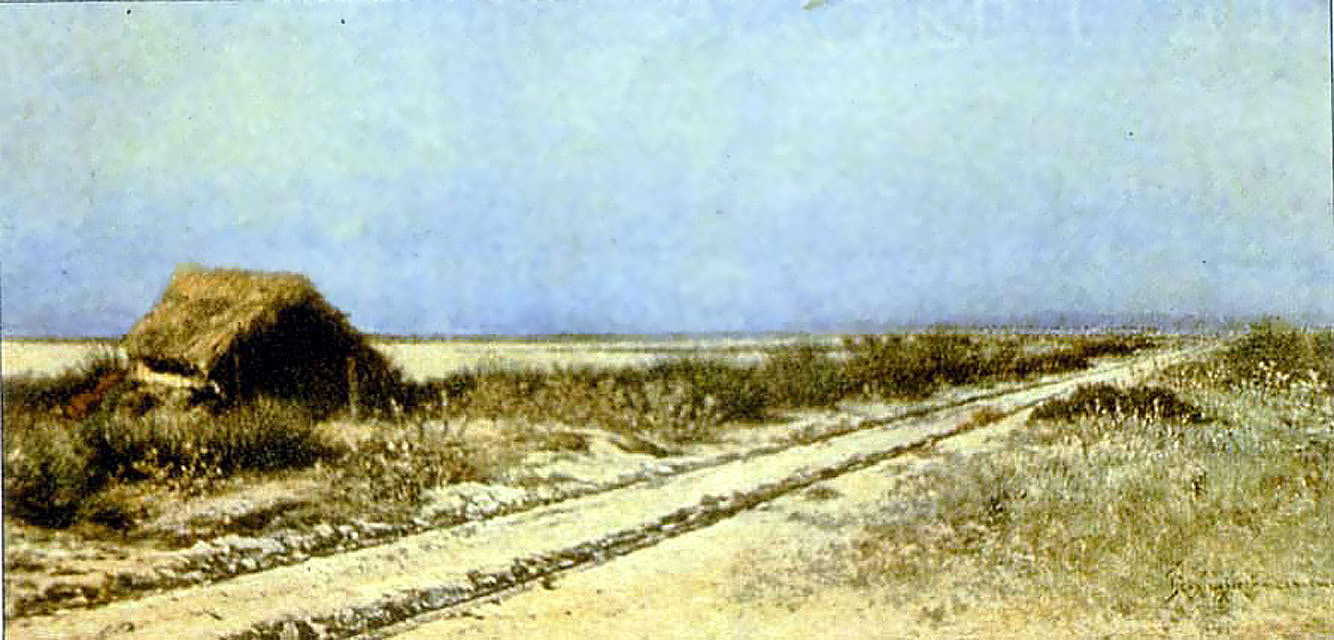
Cabane de gardian aux Saintes-Maries-de-la-Mer
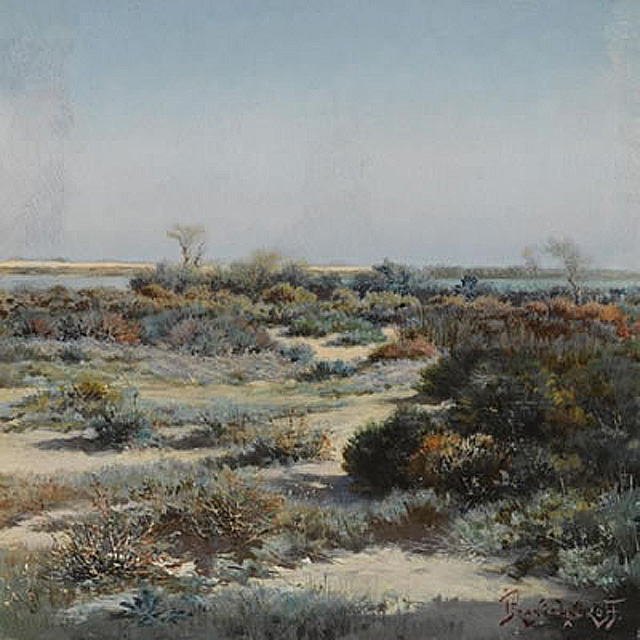
Paysage de Camargue
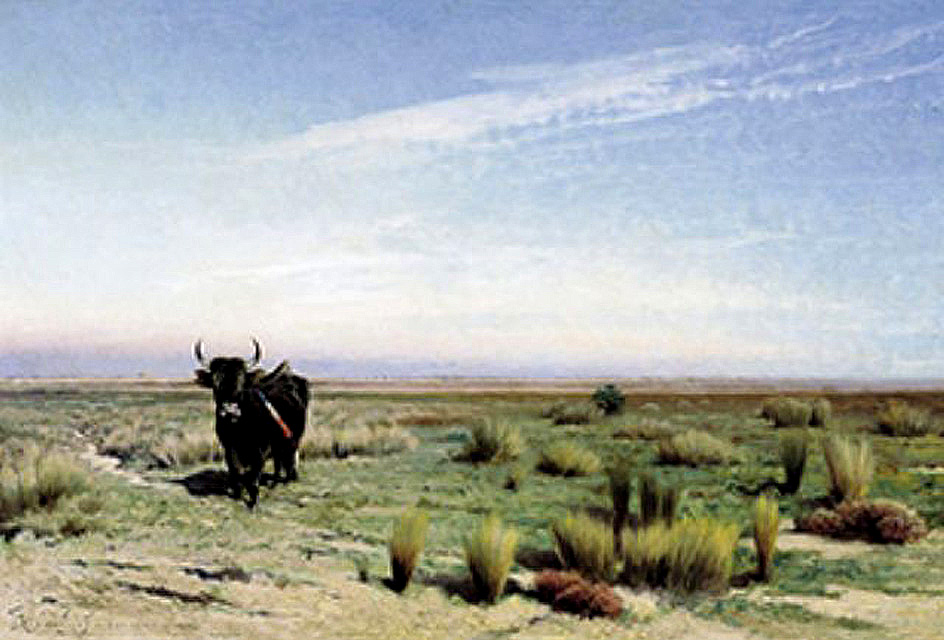
Taureau après une corrida espagnole

Il meurt le 16 avril 1909 aux Saintes, où il est inhumé dans un monument funéraire de granit sombre. Sa femme fait également réaliser par le sculpteur Léopold Bernard Bernstamm un buste en bronze de son époux, malheureusement dérobé depuis. Dans la rue principale, sur la façade de la maison qu'il habitait, une plaque apposée en 1912 rappelle son souvenir.

## Œuvre
Aujourd'hui, plusieurs musées possèdent de ses œuvres, en particulier :
- Saint-Pétersbourg (Musée Russe),
- Indianapolis (National Art Museum of Sport),
- San Francisco (Fine Arts Museum).